# Кравс Євгеній Володимирович
Євге́ній Володи́мирович Кравс (нар. 22 листопада 1961, Львів) — український фотокореспондент. Один із найкращих спортивних фотокореспондентів України. Член Національної спілки журналістів України (з 1998) і Національної спілки фотохудожників України (з 1993).

## Життєпис
Займається фото з 1979 року. Освіта: середня спеціальна.
З 1992 року — фотокореспондент газети «Експрес». Власний кореспондент газет «Команда» та «Спорт-Експрес» у Львові. Фотокореспондент журналу «LvivToday» та футбольного клубу «Львів», офіційний фотограф національної збірної України з футболу.

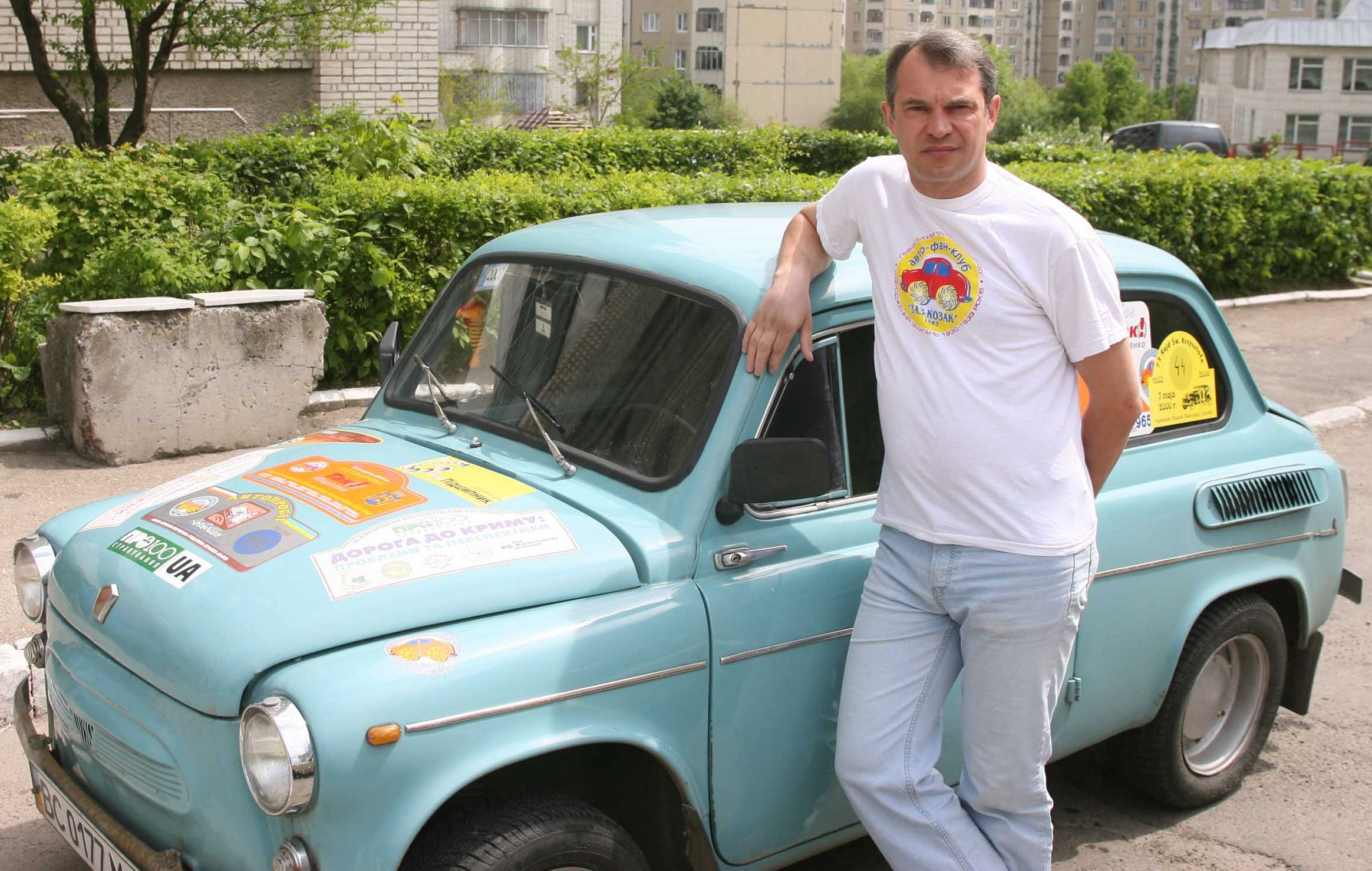
Євгеній Кравс — президент Автофан-клубу «горбатих» запорожців «ЗАЗ-Козак»

Лауреат і переможець багатьох міжнародних фотографічних Салонів художньої фотографії під егідою Міжнародної спілки фотохудожників (FIAP). Переможець найпрестижнішого українського конкурсу фотокореспондентів «День» (2002), найкращий спортивний фотограф за версією Національного олімпійського комітету України (2006), найкращий фотограф Прем'єр-ліги України (2008, 2009), Лауреат конкурсу «Срібне перо-2011» Національної Спілки журналістів України (за серію фоторепортажів, розміщених в УНІАН).
Золота медаль токійського Салону художньої фотографії (розділ «Спорт»), «срібло» конкурсу в Макао (розділ «Гумор»).
Експрезидент Автофан-клубу «горбатих» запорожців «ЗАЗ-Козак». Ініціатор та організатор відновлення автоперегонів на ретроавтомобілях на історичній трасі «Львівський трикутник» (2000, 2006, 2010, 2011 рр.). з 2011 року — голова Комісії історичних автомобілів Автомобільної федерації України, представник України в Комісії історичних автомобілів Міжнародної автомобільної федерації (FIA). Один з організаторів Міжнародних фестивалів старожитніх автомобілів «Леополіс Гран Прі» та «Леополіс Історик Ралі». Координатор Всеукраїнського автомобільного клубу журналістів, активіст Всеукраїнського благодійного фонду «Журналістська ініціатива».
Дружина — Світлана. Син — Юрій.